# 秋コレ
秋コレ（英語: Akicolle）は、HAMます委員会主催のオールジャンル同人誌即売会である。毎年2月頃（春）と9月頃（秋）の年2回、他のイベントが少ない時期に開催されていたが現在は休止している。「秋コレ」は正式名称である。※株式会社秋コレは2017年から会場利用時等の窓口として利用していた。主催はボランティアで有志が集まったHAMます委員会である。

## 概要
秋葉原らしさをテーマにしたオールジャンル同人誌即売会として、秋葉原が好きな多方面の有志が集まり2014年にスタートした。2021年2月まで、毎年春と秋の年2回、秋葉原UDXにて定期的に開催されていた。当初は通運会館の会議室にて「秋葉原をテーマにした同人誌即売・コスプレイベント」として年3回開催していたが、同人誌そのものが秋葉原と関連の深いコンテンツであった事から秋葉原の多様なジャンルが一堂に会するオールジャンルイベントとして定着し、徐々に規模を拡大してきた。2017年9月から会場を秋葉原UDXに移し年2回開催していたが、2021年2月の開催を最後に事実上の無期限開催休止となった。

## 特徴
一般的な同人誌の売買やコスプレだけでなく、ミニ四駆大会、電子工作やプラモデルの体験教室、アマチュア無線のデモ運用等が見られるなど、多様な趣味、年齢層の交流の場となっていることが特徴である。電気街周辺の飲食店やメイドカフェのレビュー本、実際に秋葉原に住んでいる参加者が製作する地域ガイドやマンションレビュー本、電気街の写真集等、地域に特化した作品も多く頒布される。電源が無料で利用できるため、出展者による電子機器や映像作品の動体展示も多くみられる。
- コスプレ参加（有料）と撮影エリアの設置
- 巨大ミニ四駆コースを設置したレース大会
- アマチュア無線の運用と相談解説コーナー
- プラモデル教室
- 射的や輪投げ等の縁日コーナー
- 企業出展エリア

## キャラクター
「しむ」と「はく」というキャラクターが設定され、参加者による創作に利用されている。公式に制作されたゲームも存在する。またイベントカタログに連載されていた小説は参加サークルによって書籍化された。株式会社秋コレが発行していた、フリーペーパー秋コレ内でも看板娘として活躍している。フリーペーパー秋コレは秋葉原地域貢献のために発行し続けている無料配布冊子である。

## 歴史

### 年表
| 開催回 | 開催日            | 開催名                   | 会場                     | サークル | 企業,団体 | 来場者数 | 備考                                   |
| ------ | ----------------- | ------------------------ | ------------------------ | -------- | --------- | -------- | -------------------------------------- |
|        | 2014年2月16日(日) | 第1回 秋葉原これくしょん | 通運会館                 |          |           |          |                                        |
|        | 2014年6月29日(日) | 第2回 秋葉原これくしょん | 通運会館                 |          |           |          |                                        |
| 1      | 2014年11月2日(日) | 第1回 秋コレ             | 通運会館                 |          |           |          |                                        |
| 2      | 2015年2月14日(土) | 第2回 秋コレ             | 通運会館                 |          |           |          | バレンタインチョコ配布                 |
| 3      | 2015年6月28日(日) | 第3回 秋コレ             | 通運会館                 |          |           |          |                                        |
| 4      | 2015年11月1日(日) | 第4回 秋コレ             | 通運会館                 |          |           |          |                                        |
| 5      | 2016年2月14日(日) | 第5回 秋コレ             | 通運会館                 |          |           |          |                                        |
| 5.5    | 2016年2月21日(日) | 秋コレ おかわり          | ベルサール秋葉原         |          |           |          | アキバ大好き祭り会場内                 |
| 6      | 2016年6月12日(日) | 第6回 秋コレ             | 通運会館                 |          |           |          |                                        |
| 7      | 2017年2月26日(日) | 第7回 秋コレ             | ベルサール秋葉原         |          |           |          | アキバ大好き祭り会場内                 |
| 8      | 2017年9月24日(日) | 第8回 秋コレ             | 秋葉原UDX 2F             | 60       | 5         |          |                                        |
| 9      | 2018年2月25日(日) | 第9回 秋コレ             | 秋葉原UDX 2F             | 76       | 11        | 5000     |                                        |
| 10     | 2018年9月9日(日)  | 第10回 秋コレ            | 秋葉原UDX 2F             | 76       | 7         |          | OSHWC併催                              |
| 11     | 2019年2月24日(日) | 第11回 秋コレ            | 秋葉原UDX 2F             | 106      | 6         |          | OSHWC併催                              |
| 12     | 2019年9月22日(日) | 第12回 秋コレ            | 秋葉原UDX 2F             | 113      | 4         |          | フリーマーケットスペース設置           |
| 13     | 2020年2月23日(日) | 第13回 秋コレ            | 秋葉原UDX 2F             | 102      | 4         |          |                                        |
|        | 2020年8月15-16日  | 秋コレAir                | メロンブックス特設サイト | 17       |           | -        | コロナウイルス対策によりオンライン開催 |
| 14     | 2021年2月28日(日) | 第14回 秋コレ            | 秋葉原UDX 2F             | 47       | 3         |          | 日本アマチュア無線連盟東京都支部出展   |